# Michael Oxley
Michael Garver "Mike" Oxley, född 11 februari 1944 i Findlay, Ohio, död 1 januari 2016 i McLean, Virginia, var en amerikansk republikansk politiker. Han var ledamot av USA:s representanthus från Ohio 1981-2007.
Mike Oxley är mest känd för sitt samarbete med Paul Sarbanes till Sarbanes-Oxley Act från 2002.
Han var gift med Patricia Oxley.